# Grézet-Cavagnan

Grézet-Cavagnan este o comună în departamentul Lot-et-Garonne din sud-vestul Franței. În 2009 avea o populație de 353 de locuitori.

## Evoluția populației
| An        | 1975 | 1982 | 1990 | 1999 | 2006 | 2009 |
| --------- | ---- | ---- | ---- | ---- | ---- | ---- |
| Populație | 314  | 294  | 296  | 256  | 329  | 353  |